# 大麻町西馬詰
大麻町西馬詰（おおあさちょうにしうまづめ）は、徳島県鳴門市の大字。郵便番号は779-0314。

## 地理
鳴門市の南部に位置。北は大麻町松村、東は大麻町東馬詰・大麻町中馬詰、南から西は大麻町市場、南は板野郡北島町に接する。殆どが水田からなる農業地域。旧吉野川に隣接する堤防の道路は徳島県道226号津慈広島線になっており、集落は同線沿いに集中している。
地内には鳴門市堀江南小学校・鳴門市立堀江南幼稚園・事代主神社・長泉寺などがある。

### 河川
- 旧吉野川

### 小字
| - 石チギレ - 大ホリケ - 杉堂 | - スバナ - 橋ノ本 - 原 |  |

## 歴史
江戸期から町村制の施行された明治22年にかけては板東郡および板野郡の村であった。寛文4年より板野郡に属す。
明治22年に同郡堀江村の大字となった。昭和28年4月より堀江町の大字となる。昭和34年4月に板東町と堀江町が合併し大麻町が誕生し同町の大字となる。昭和42年に大麻町が鳴門市に編入され現在の鳴門市の大字となる。

## 世帯数と人口
2022年（令和4年）7月31日現在の世帯数と人口は以下の通りである。
| 町丁         | 世帯数 | 人口 |
| ------------ | ------ | ---- |
| 大麻町西馬詰 | 38世帯 | 89人 |

## 小・中学校の学区
市立小・中学校に通う場合、学区は以下の通りとなる。
| 番地 | 小学校               | 中学校             |
| ---- | -------------------- | ------------------ |
| 全域 | 鳴門市立堀江南小学校 | 鳴門市立大麻中学校 |

## 施設
- 鳴門市立堀江南小学校
- 鳴門市立堀江南幼稚園
- 事代主神社
- 長泉寺（高野山真言宗）

## 交通

### 道路
都道府県道
- 徳島県道226号津慈広島線